# Yanagawa
Yanagawa (japanisch 柳川市, -shi) ist eine Stadt in der Präfektur Fukuoka in Japan.

## Geographie
Yanagawa liegt südlich von Fukuoka und Kurume, und nördlich von Kumamoto.

## Übersicht
Yanagawa ist eine alte Burgstadt, in der während der Edo-Zeit die Tachibana mit einem Einkommen von 110.000 Koku regierten. Im Dreieck zwischen dem Chikugo-Fluss und dem Yatabe-Fluss gelegen und von vielen Kanälen durchzogen ist die Stadt auch heute noch ein „Klein-Venedig“, in dem viele „Gondolieri“ bereit sind, Gäste durch die Stadt zu staaken. Der Ort erhielt am 1. April 1952 den Status einer Stadt (shi).
Es wird Reis und Gemüse angebaut. In Yanagawa werden Landwirtschaftsmaschinen produziert.

## Sehenswürdigkeiten
- Tachibanashi-Garten (立花氏庭園)
- Ehemaliger Wohnsitz der Familie Toshima (旧戸島家住宅)

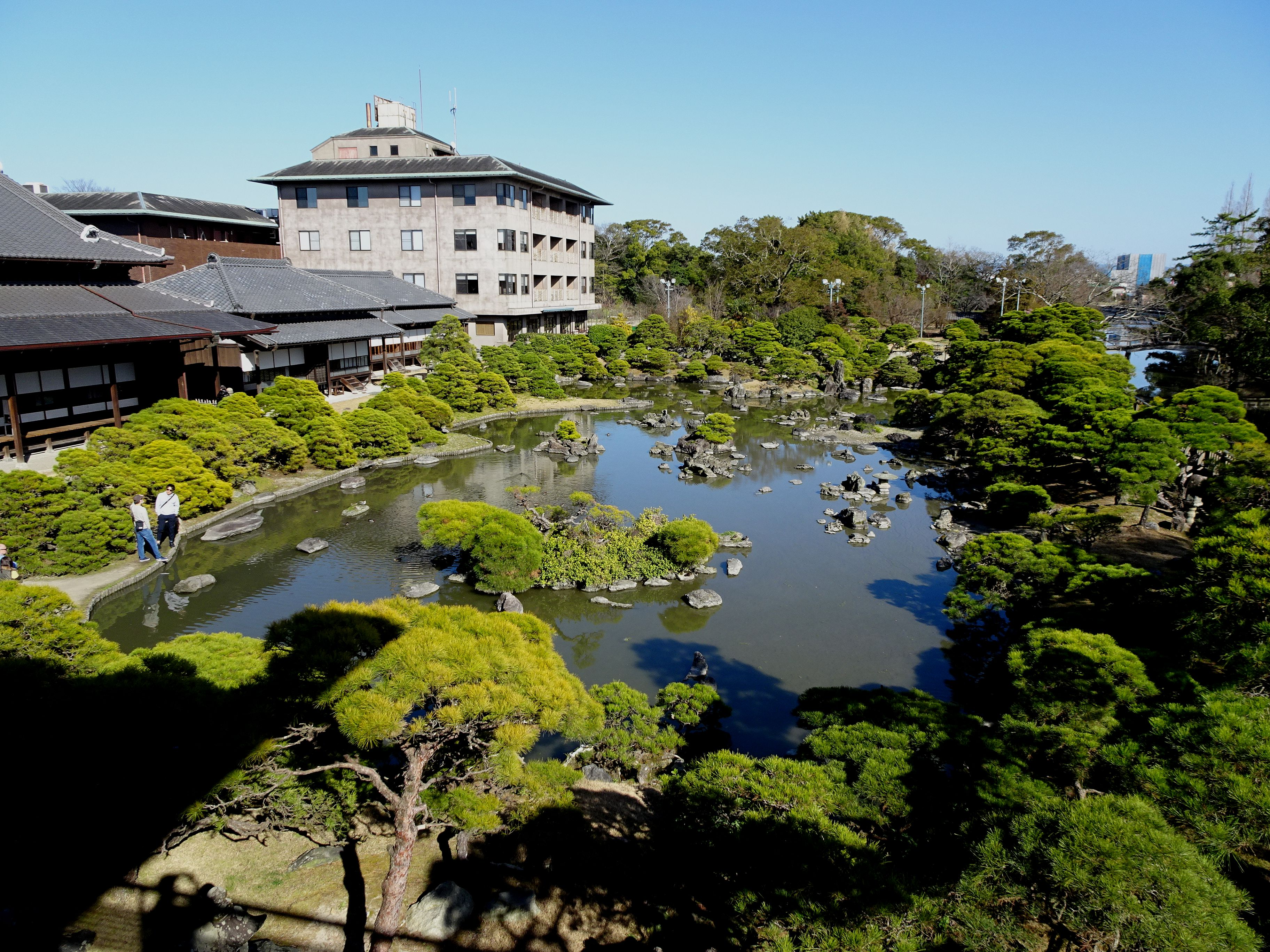
Tachibanashi-Garten
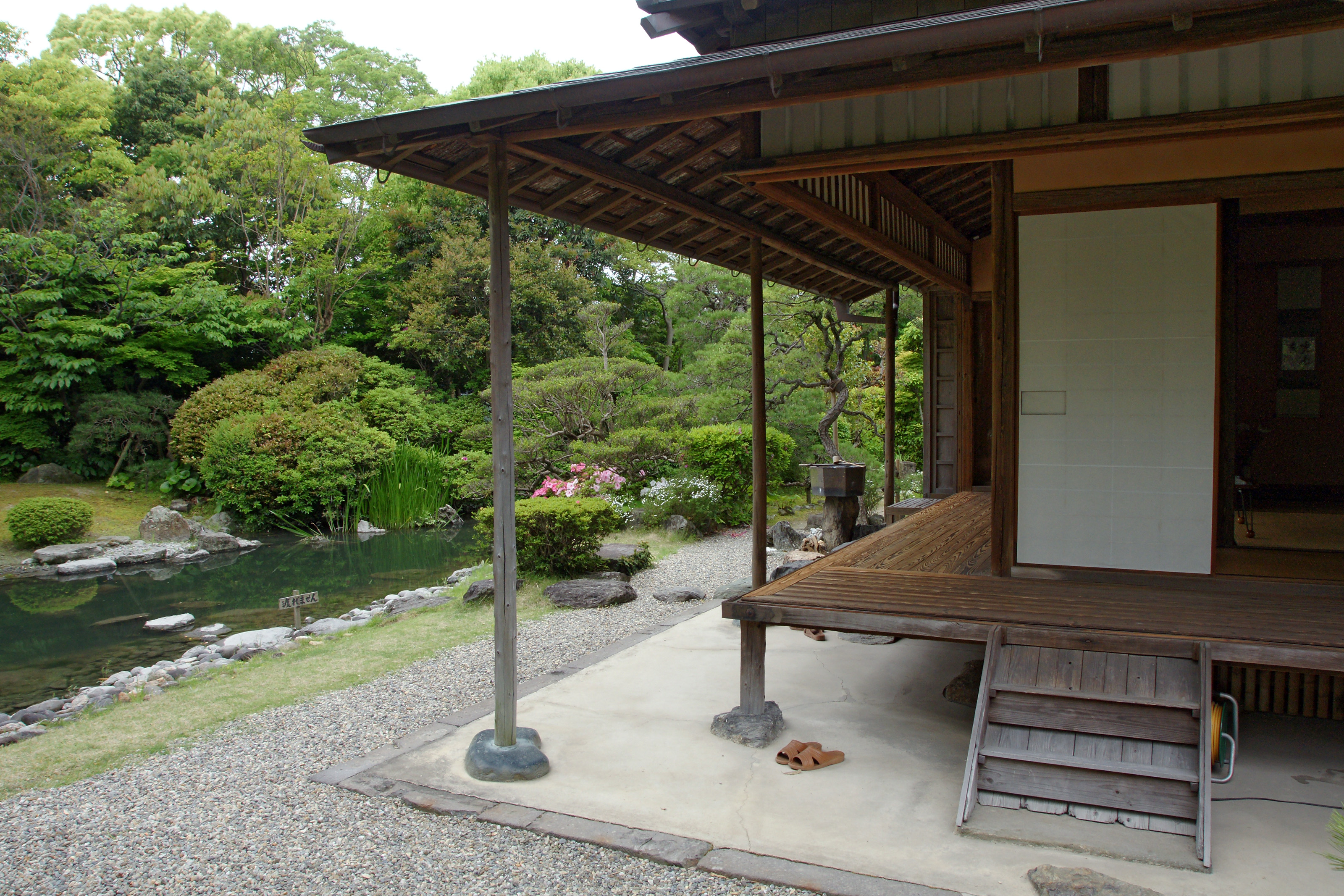
Ehemaliger Wohnsitz der Familie Toshima

## Verkehr
- Straßen:
  - Nationalstraßen 208, 385, 443

## Söhne und Töchter der Stadt
- Nakayama Iwata (1895–1949), Fotograf
- Kotoshōgiku Kazuhiro (* 1984), Sumōringer
- Hakushū Kitahara (1885–1942), Dichter
- Unryū Kyūkichi (1822–1890), Sumōringer
- Hideaki Tokunaga, J-Pop-Sänger
- Satoshi Tsumabuki, Schauspieler

## Weblinks

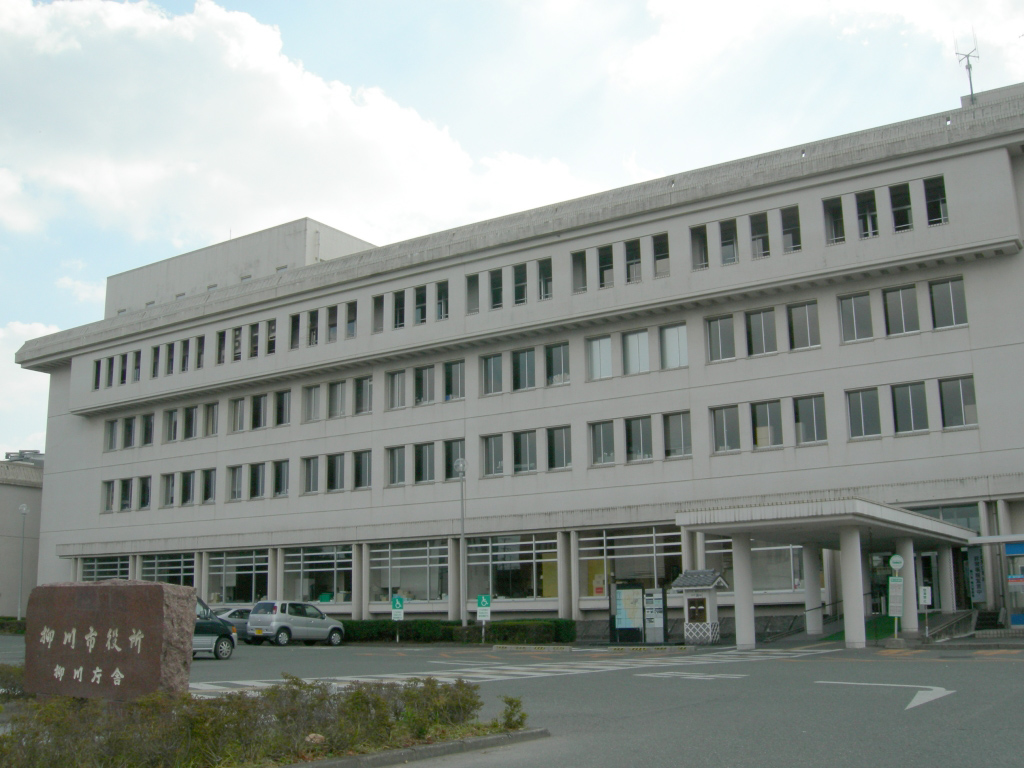
Rathaus von Yanagawa

## Angrenzende Städte und Gemeinden
- Präfektur Fukuoka
  - Ōkawa
  - Chikugo
  - Miyama
  - Ōki
- Präfektur Saga
  - Saga